# Döbeln
Döbeln (pronunciación en alemán: /ˈdøːbl̩n/ⓘ) es una ciudad situada en el distrito de Sajonia Central, en el estado federado de Sajonia, Alemania. Tiene una población estimada, a fines de abril de 2024, de 23 762 habitantes.